# Біг-Крік (Міссісіпі)
Біг-Крік (англ. Big Creek) — селище (англ. village) в США, в окрузі Калгун штату Міссісіпі. Населення — 133 особи (2020).

## Географія
Біг-Крік розташований за координатами 33°50′47″ пн. ш. 89°24′57″ зх. д. / 33.84639° пн. ш. 89.41583° зх. д. (33.846392, -89.415895).  За даними Бюро перепису населення США в 2010 році селище мало площу 2,94 км², уся площа — суходіл.

## Демографія
Згідно з переписом 2010 року, у селищі мешкали 154 особи в 60 домогосподарствах у складі 42 родин. Густота населення становила 52 особи/км².  Було 70 помешкань (24/км²).
Расовий склад населення:
| - 90,9 % — білих - 5,2 % — чорних або афроамериканців - 1,3 % — корінних американців - 0,6 % — азіатів |

До двох чи більше рас належало 1,9 %. Частка іспаномовних становила 1,3 % від усіх жителів.
За віковим діапазоном населення розподілялося таким чином: 29,9 % — особи молодші 18 років, 61,0 % — особи у віці 18—64 років, 9,1 % — особи у віці 65 років та старші. Медіана віку мешканця становила 36,0 року. На 100 осіб жіночої статі у селищі припадало 90,1 чоловіків;  на 100 жінок у віці від 18 років та старших — 92,9 чоловіків також старших 18 років.
Середній дохід на одне домашнє господарство  становив 34 087 доларів США (медіана — 30 179), а середній дохід на одну сім'ю — 38 029 доларів (медіана — 41 250). Медіана доходів становила 24 167 доларів для чоловіків та 18 750 доларів для жінок. За межею бідності перебувало 12,1 % осіб, у тому числі 5,6 % дітей у віці до 18 років та 0,0 % осіб у віці 65 років та старших.
Цивільне працевлаштоване населення становило 67 осіб. Основні галузі зайнятості: виробництво — 31,3 %, публічна адміністрація — 11,9 %, будівництво — 10,4 %, науковці, спеціалісти, менеджери — 9,0 %.